# Fashion King
Fashion King (en hangul, 패션왕; romanización revisada, Faesyeonwang) también conocida en español como El rey de la moda o El rey moda, es una serie de televisión surcoreana emitida durante 2012 y protagonizada por Yoo Ah In, Shin Se Kyung, Kwon Yuri y Lee Je Hoon.
Fue trasmitida por Seoul Broadcasting System, desde el 19 de marzo hasta el 22 de mayo de 2009, finalizando con una longitud de 20 episodios, al aire las noches de los días lunes y martes a las 21:55 (KST). La serie fue dirigida por Lee Myung Woo.

## Sinopsis
Fashion King narra la historia de un aspirante a diseñador joven Kang Young Gul (Yoo Ah In) que no tiene nada y comienza su negocio de la moda como vendedor en el Mercado Dongdaemun. Él nunca ha tenido metas o sueños para un futuro brillante hasta que conoce a Lee Ga Young (Shin Se Kyung) que pierde a sus padres en un accidente en una edad joven, y ella crece para arriba en una mujer inteligente, decidida joven con un talento natural para el diseño. Después de recibir una beca para estudiar en la Escuela de Nueva York de la moda, Ga Young viaja a Estados Unidos con la esperanza de lograr su sueño de convertirse en un diseñador. Pero más tarde regresa a Corea.
Mientras tanto, Jung Jae Hyuk (Lee Je Hoon) es un chaebol de segunda generación en una gran empresa que abarca la construcción, la distribución y la moda, mientras que su exnovia, Choi An-na (Kwon Yuri), ahora trabaja bajo un gran diseñador de renombre internacional. Poco a poco, Jung Jae Hyuk pierde interés en Choi Anna y fija su mira en Lee Ga Young. Pero el corazón de Ga Young es para Young Gul, y el corazón de Young Gul es para Ga Young en oculto, por lo que esta plaza el amor alguna vez arreglado? ¿Y quién va a ganar el rey de la moda?

## Reparto

### Personajes principales
- Yoo Ah In como Kang Young Gul.
  - Seo Young-joo como Kang Young Gul (joven).
- Shin Se Kyung como Lee Ga Young.
  - Kim Sae Ron como Lee Ga Young (joven).
- Kwon Yuri como Choi Anna.
- Lee Je Hoon como Jung Jae Hyuk.

### Personajes secundarios
- Chang Mi Hee como Señora Jo.
- Han Yoo Yi como Shin Jung Ah.
- Cha Seo Won como Señorita Go.
- Ra Jae Woong como Chil Bok.
- Kim Il Woo como Jung Man Ho.
- Lee Hye Sook como Yoon Hyang Sook.
- Yoon Gi Won como Secretaria Kim.
- Kim Byeong-ok como Director Kim.

### Otros personajes
- Go Soo Hee como Empleada de Young Gul.
- Ra Mi Ran como Empleada de Young Gul.
- Jang Eun Bi como Empleada de Young Gul.
- Lee Han-wi como Hwang Tae-san.
- Shin Seung-hwan como Jang Il Gook.[3]
- Ki Eun Se como Soo Ji.
- Yoo Chae Yeong como Bong Sook.
- Tory Burch.
- Vincent D'Elia.

## Banda sonora
- Lee Jin Sung (Monday Kiz) - «Dream of You».
- Lee Hyun (8Eight) - «Supreme Love».
- Seohyun - «I’ll Be Waiting».
- Lee Young Hyun (Big Mama) - «Love Like This».
- Soul Star - «Shouldn't Go».
- Lee Je Hoon - «Love Like This».
- M To M - «You're Everything».
- K.Heart - «Standstill».

## Recepción

### Audiencia
En Azul la audiencia más baja y en rojo la más alta.
| Ep. #    | Fecha original de emisión | Share        | Share        | Share       | Share       |
| Ep. #    | Fecha original de emisión | TNmS Ratings | TNmS Ratings | AGB Nielsen | AGB Nielsen |
| Ep. #    | Fecha original de emisión | Nacional     | Seúl         | Nacional    | Seúl        |
| -------- | ------------------------- | ------------ | ------------ | ----------- | ----------- |
| 1        | 19 de marzo de 2012       | 12.4%        | 14.8%        | 10.0%       | 11.0%       |
| 2        | 20 de marzo de 2012       | 11.5%        | 13.5%        | 8.9%        | 9.5%        |
| 3        | 26 de marzo de 2012       | 12.3%        | 14.8%        | 9.2%        | 10.5%       |
| 4        | 27 de marzo de 2012       | 11.6%        | 14.2%        | 9.6%        | 10.9%       |
| 5        | 2 de abril de 2012        | 12.6%        | 14.3%        | 10.1%       | 11.4%       |
| 6        | 3 de abril de 2012        | 12.7%        | 14.4%        | 10.4%       | 12.0%       |
| 7        | 9 de abril de 2012        | 11.9%        | 14.3%        | 9.0%        | 10.3%       |
| 8        | 10 de abril de 2012       | 10.7%        | 12.6%        | 9.7%        | 10.6%       |
| 9        | 16 de abril de 2012       | 12.5%        | 13.2%        | 10.6%       | 12.0%       |
| 10       | 17 de abril de 2012       | 11.1%        | 13.1%        | 9.6%        | 10.7%       |
| 11       | 23 de abril de 2012       | 11.3%        | 11.9%        | 9.8%        | 11.2%       |
| 12       | 24 de abril de 2012       | 11.6%        | 14.1%        | 9.4%        | 10.7%       |
| 13       | 30 de abril de 2012       | 10.8%        | 13.1%        | 9.4%        | 10.6%       |
| 14       | 1 de mayo de 2012         | 10.9%        | 13.4%        | 9.9%        | 10.8%       |
| 15       | 7 de mayo de 2012         | 10.7%        | 12.6%        | 9.2%        | 10.0%       |
| 16       | 8 de mayo de 2012         | 10.9%        | 12.3%        | 9.2%        | 10.0%       |
| 17       | 14 de mayo de 2012        | 11.0%        | 12.2%        | 9.5%        | 10.4%       |
| 18       | 15 de mayo de 2012        | 11.4%        | 12.9%        | 9.5%        | 10.4%       |
| 19       | 21 de mayo de 2012        | 11.2%        | 13.3%        | 9.5%        | 10.1%       |
| 20       | 22 de mayo de 2012        | 10.8%        | 12.8%        | 9.6%        | 10.4%       |
| Promedio | Promedio                  | 11.4%        | 13.3%        | 9.6%        | 10.6%       |

## Emisión internacional
- China: CCTV-8 y CCTV-1.
- Emiratos Árabes Unidos: MBC-4.
- Hong Kong: Now 101.
- Taiwán: EBC.